# Universidad Mount St. Mary's
La Universidad Mount St. Mary's (Mount St. Mary's University en inglés y oficialmente), conocida popularmente como The Mount, es una universidad privada, católica, ubicada en Emmitsburg, Maryland (Estados Unidos de América), y depende de la arquidiócesis de Baltimore.

## Historia
Mount Saint Mary's fue fundado por el emigrante francés Padre John DuBois. En 1805, el padre DuBois compró un terreno cerca de Emmitsburg, Maryland, en la montaña que los colonos católicos habían bautizado como «Mount St. Mary», y colocó la primera piedra de la iglesia de Saint-Mary's-on-the-Hill. Los feligreses de dos congregaciones locales construyeron una cabaña de madera de una planta y dos habitaciones para el padre DuBois, y esa cabaña fue la primera estructura de Mount Saint Mary's. La iglesia se terminó en 1807. El padre DuBois abrió primero un internado para niños. Luego, en 1808, la Sociedad de San Sulpicio cerró Pigeon Hill, su seminario preparatorio en Pensilvania, y trasladó a todos los seminaristas a Emmitsburg. Esto marcó el inicio oficial de Mount St.

## Deportes
Mount St. Mary's compite con 14 equipos en División I de la NCAA y forma parte de la Metro Atlantic Athletic Conference.